# New York City Department of Parks and Recreation
Le New York City Department of Parks and Recreation (DPR) est le service municipal de la ville de New York chargé de l'entretien des espaces verts. L'organisme a également pour vocation de maintenir la diversité écologique, et de mettre en place des divertissements publics disponibles pour les habitants. La superficie totale de espaces entretenus par l'organisme est de 113 km2, répartis sur 5 000 parcs, terrains de jeu, et divertissements dans les cinq arrondissements de la ville. Le plus grand parc géré par le New York City Department of Parks and Recreation est le Pelham Bay Park, situé dans le nord du Bronx (d'une surface de 11 km2). Central Park, Prospect Park, Van Cortlandt Park ou encore Flushing Meadows - Corona Park en dépendent également.

## Galerie

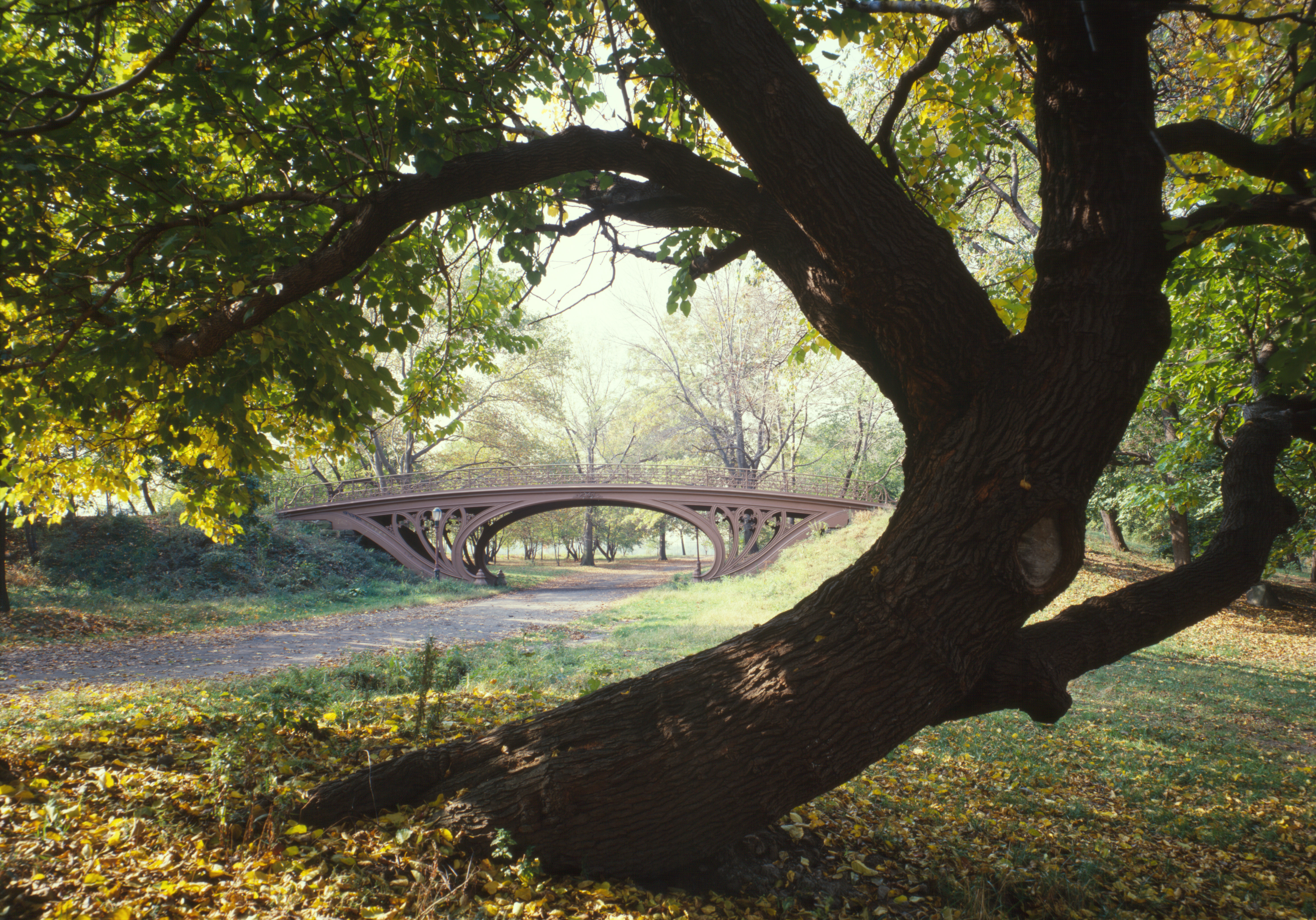
Central Park.
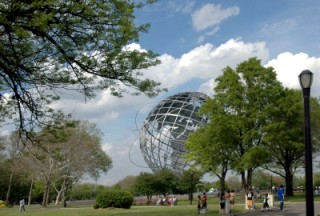
Flushing Meadows-Corona Park.
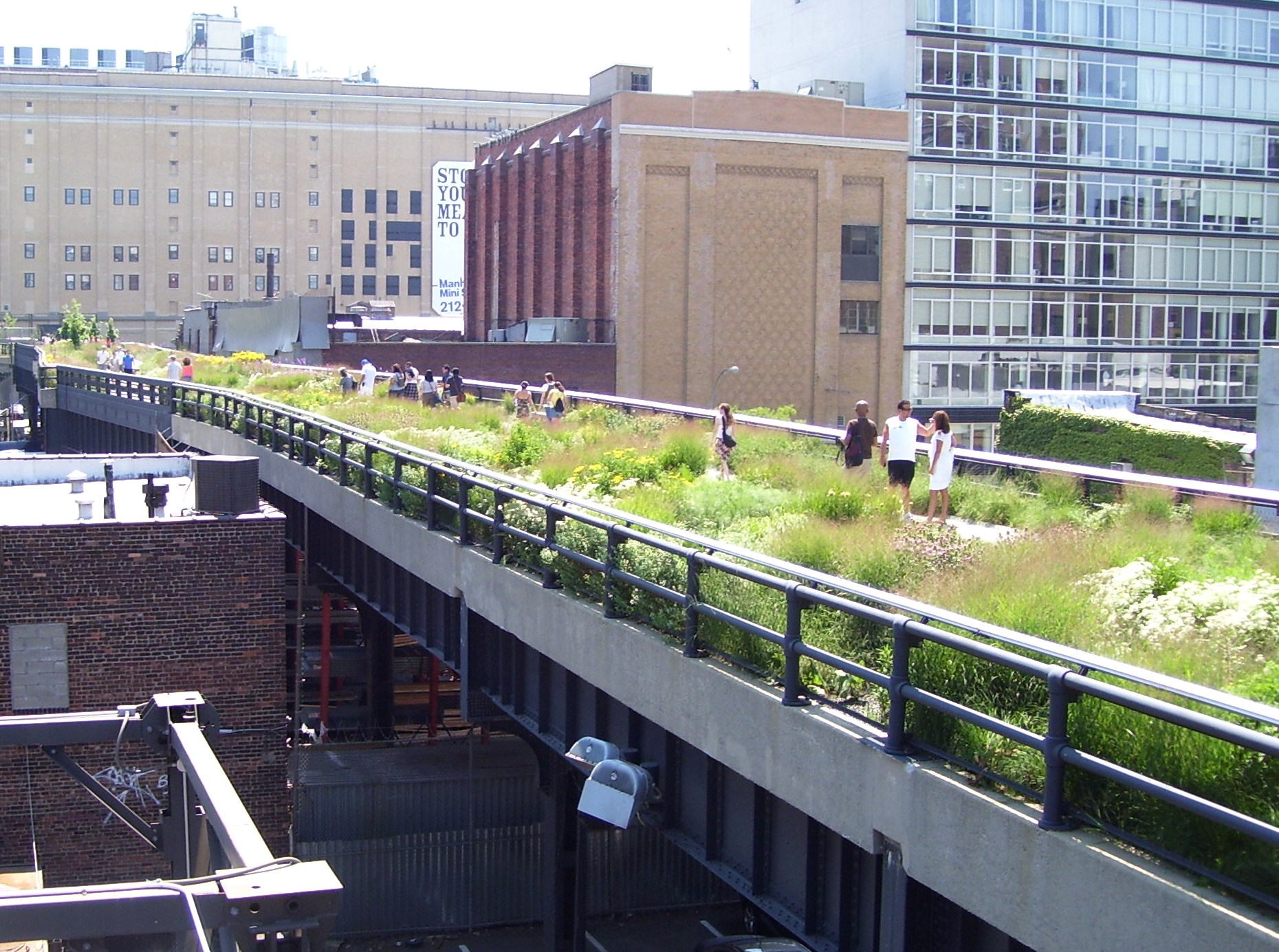
High Line Park.
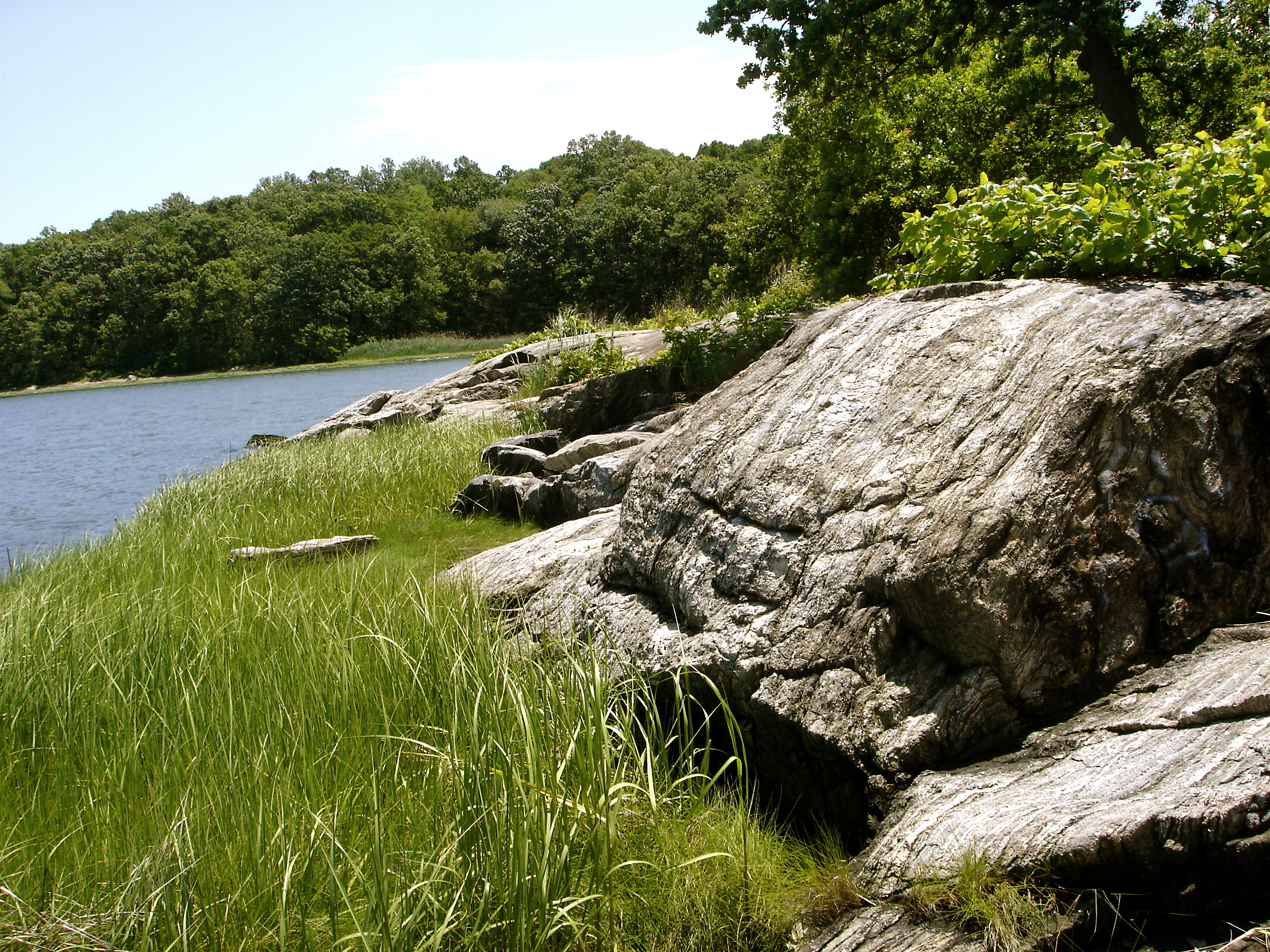
Pelham Bay Park.
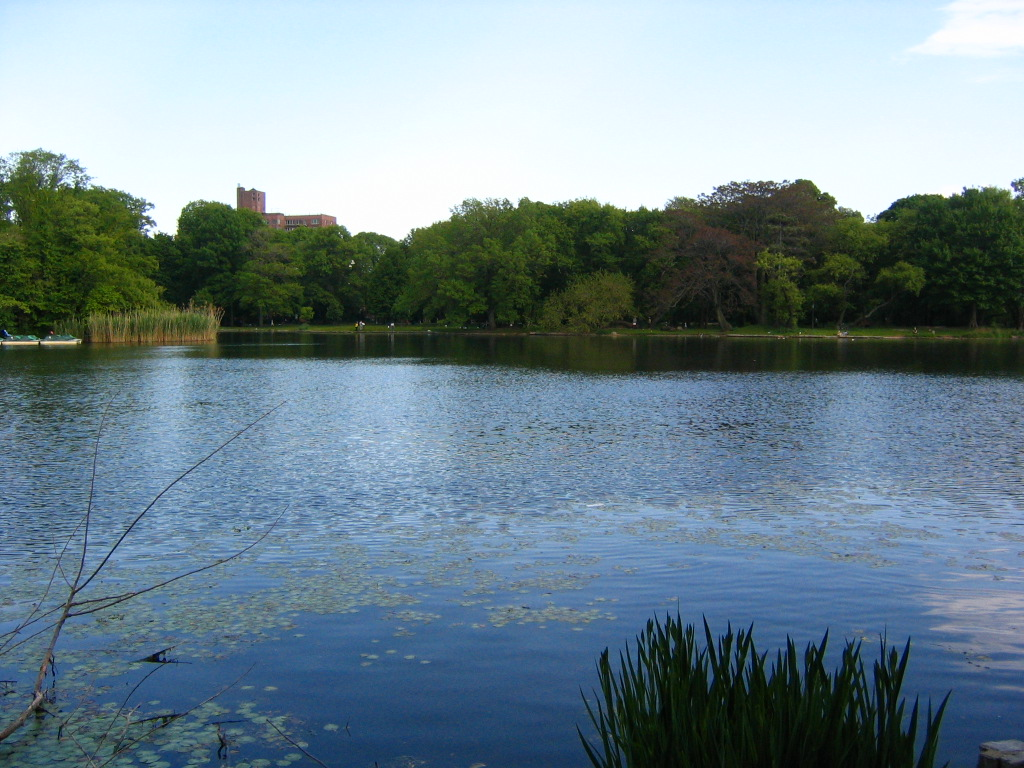
Prospect Park.
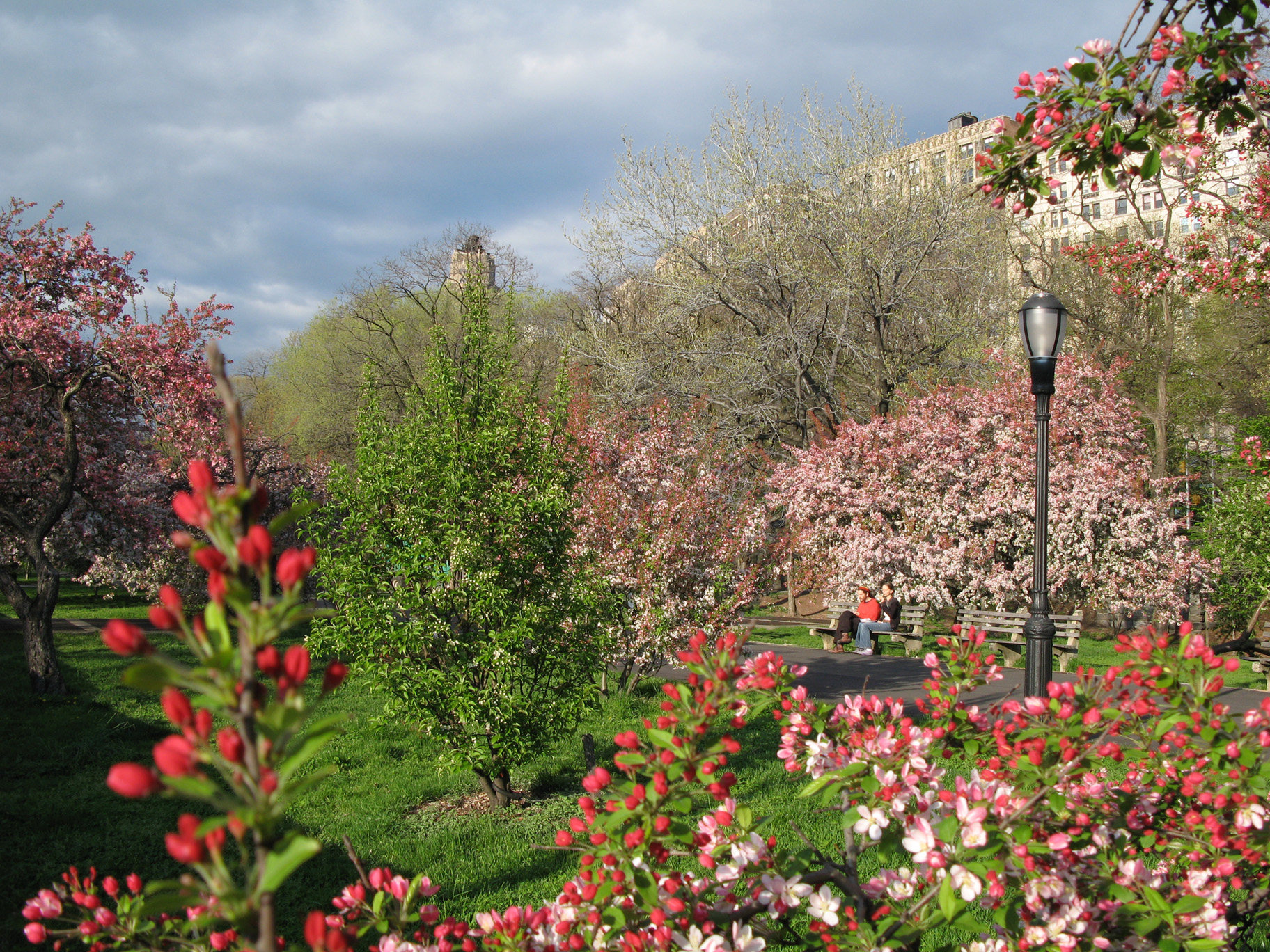
Riverside Park.
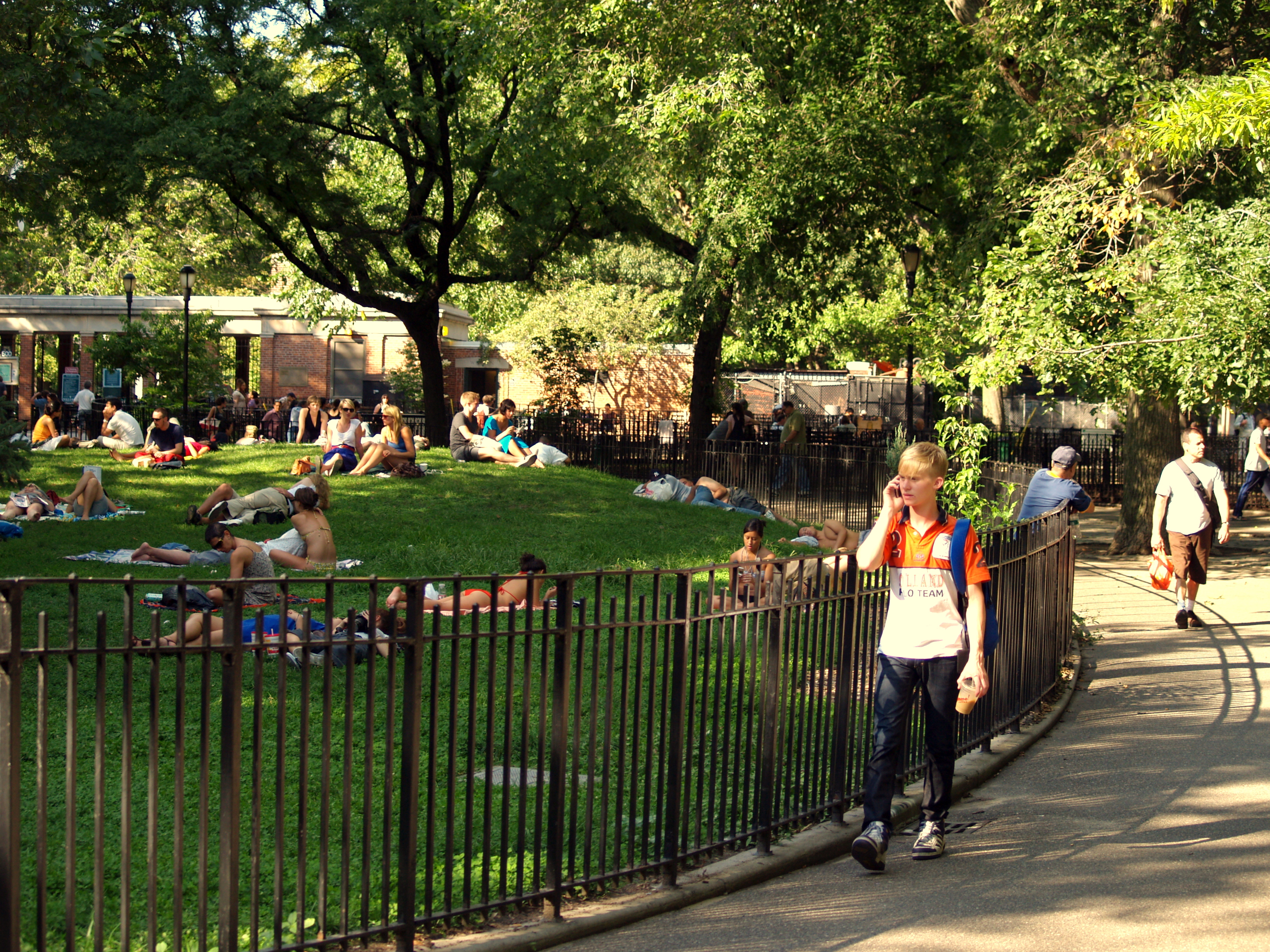
Tompkins Square Park.
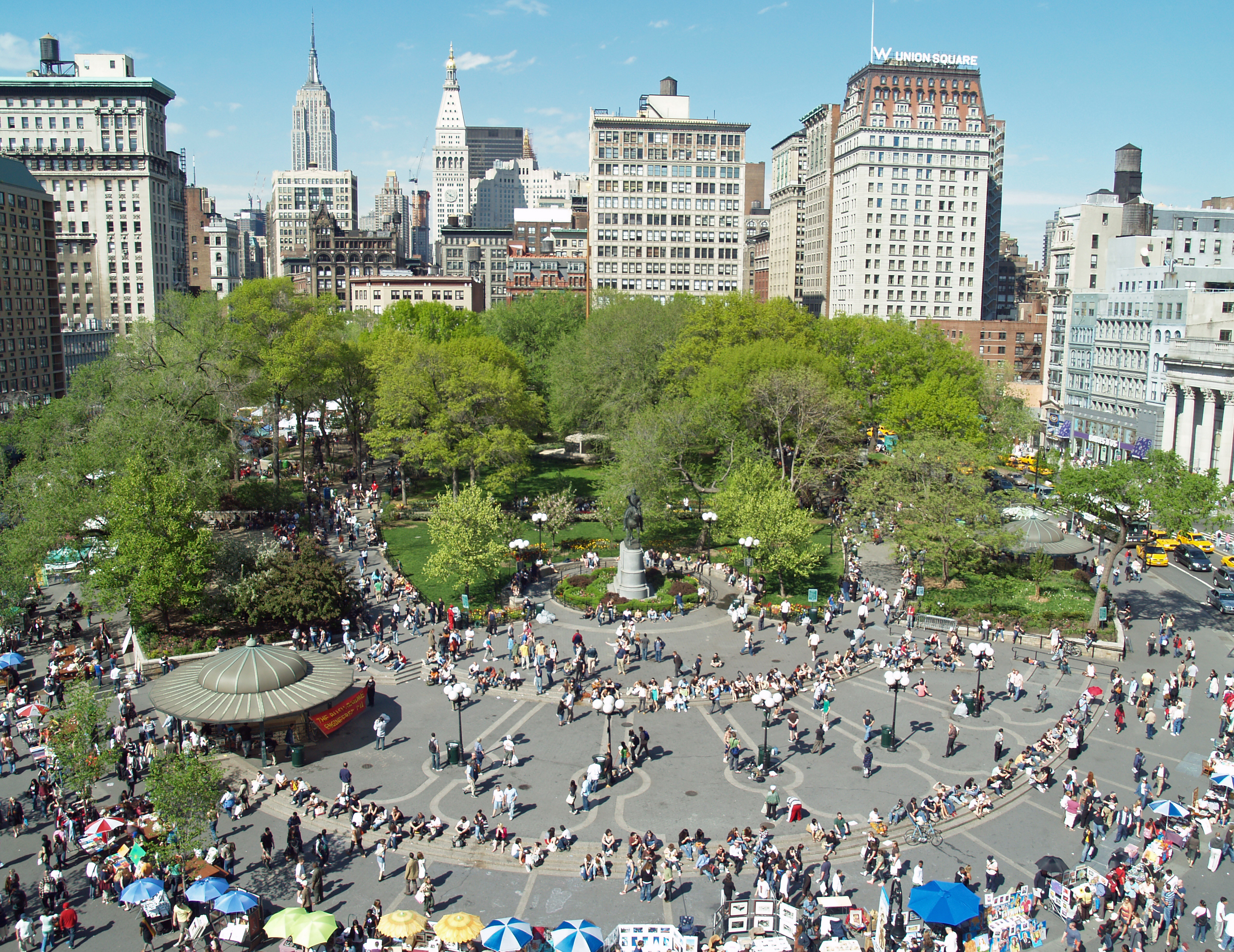
Union Square (New York).
Washington Square Park.